# Phrénologie
Ne doit pas être confondu avec Craniologie, Phénologie ou Néphrologie.

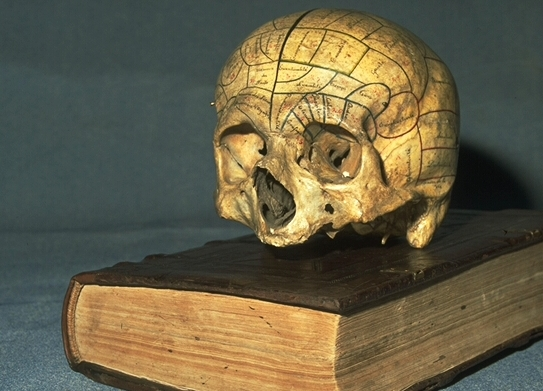
Crâne phrénologique du XIXe siècle, Collection Gall (Musée d'anatomie de Lyon).

La phrénologie (du grec : φρήν, phrēn, « cerveau » et λόγος, logos, « connaissance », terme probablement forgé et utilisé pour la première fois par Thomas Ignatius Maria Forster en 1815) est une théorie pseudo-scientifique selon laquelle les bosses du crâne d'un être humain reflètent son caractère. Son fondateur est Franz Joseph Gall.
En 1825, François Magendie qualifie la phrénologie de pseudoscience.

## La théorie

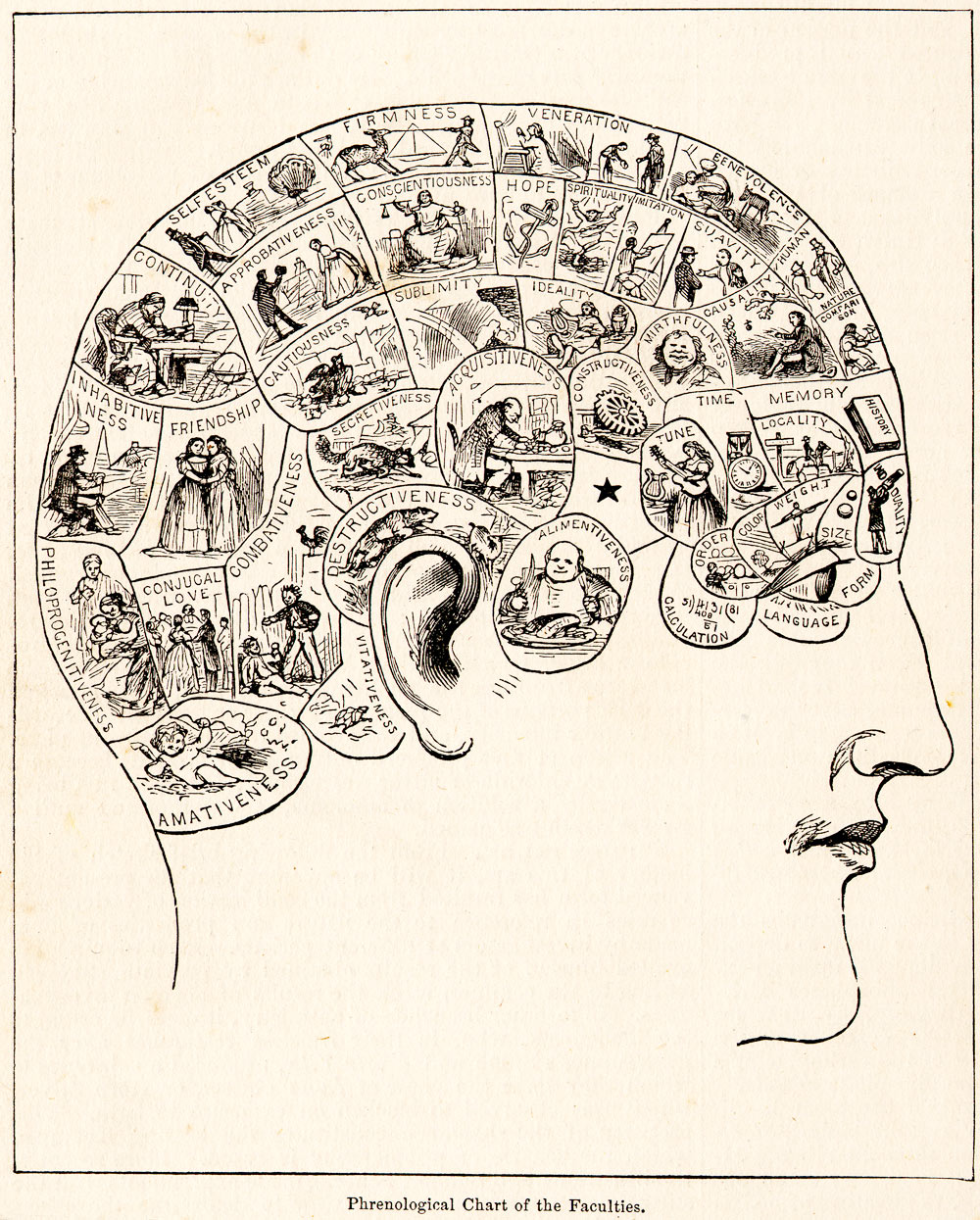
Classement phrénologie du XIXe siècle

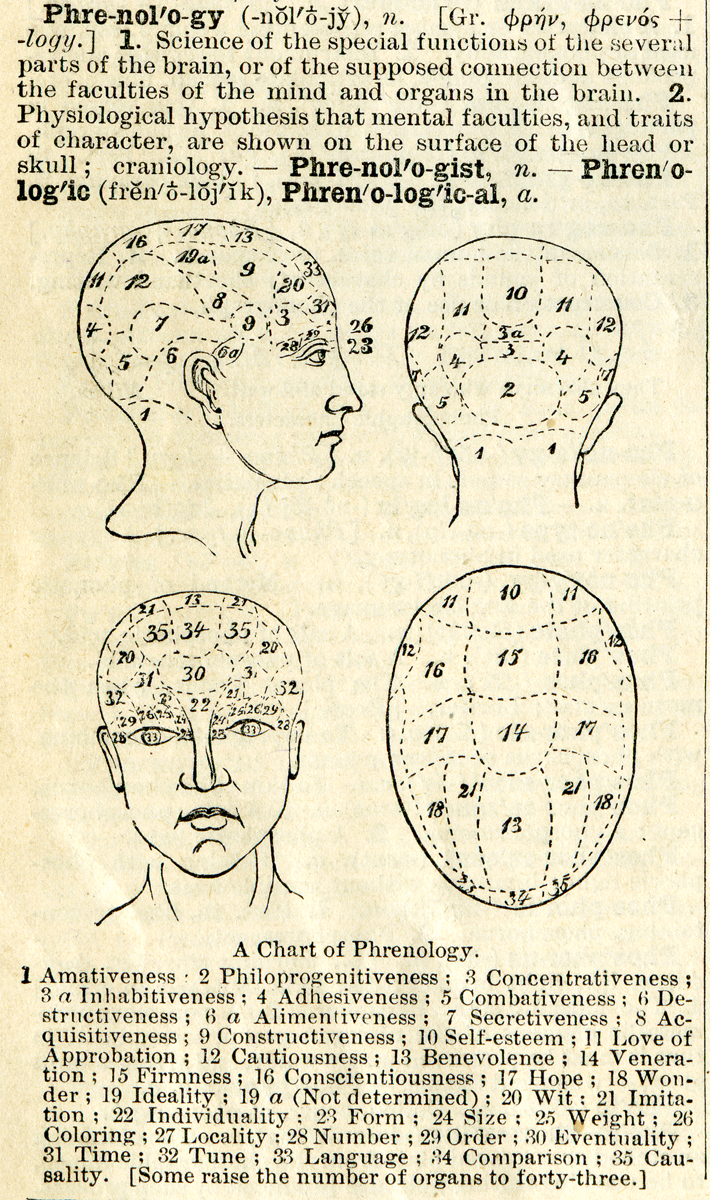
Illustration et définition de la phrénologie, Dictionnaire Webster 1895

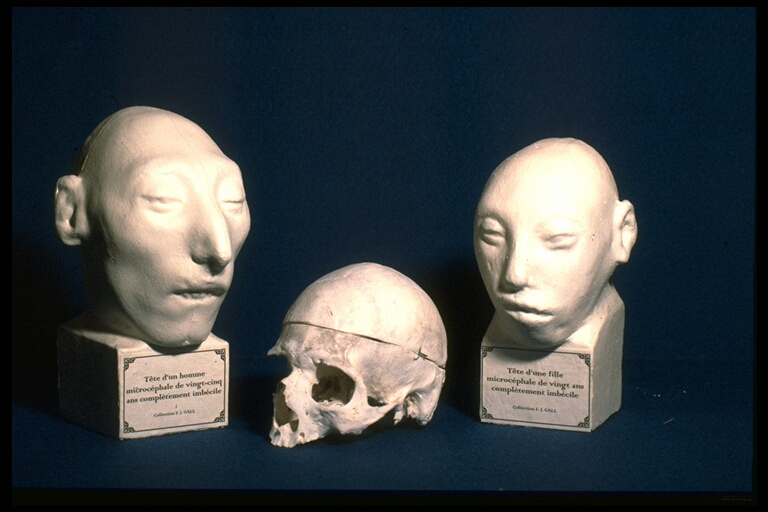
Deux moulages de crânes de microcéphales, collection Gall, Musée d'anatomie de Lyon

La phrénologie est la théorie du neurologue allemand Franz Joseph Gall (1757-1828) concernant la localisation différenciée des fonctions cérébrales dans le cerveau. Il l'énonça dans son ouvrage majeur, par ailleurs novateur sur la notion de cérébralité animale, publié à partir de 1810 à Paris : Anatomie et physiologie du système nerveux en général, et du cerveau en particulier, avec des observations sur la possibilité de reconnaître plusieurs dispositions intellectuelles et morales de l'homme et des animaux par la configuration de leur tête.
Cette théorie localise les fonctions cérébrales dans des régions précises du cerveau. Or le développement du cerveau influe sur la forme du crâne. Une capacité particulièrement développée (gaieté, causalité, bienveillance, etc.) inscrirait donc sa trace sur la « carte » qui apparaît sur le crâne phrénologique de Gall.
Gall en eut l'intuition en observant les bosses que nous avons tous au niveau de la voûte crânienne. En fait, elles se forment au moment de la petite enfance, en fonction de la façon dont l'enfant est couché.[réf. nécessaire]
Il s'attacha à valider scientifiquement son hypothèse, en constituant notamment une collection de centaines de bustes en plâtre, moulés directement sur des sujets particuliers : microcéphales, « idiots », etc. Ses élèves et lui-même proposèrent des séries statistiques pour corréler les traits de caractère à la forme de la voûte crânienne, fondant une discipline baptisée « crânioscopie ». Ces études de céphalognomonie furent toutefois entachées de biais de sélection ou d'interprétation, que l'on peut attribuer à l'imperfection de la méthodologie de l'époque.

## Réception de la théorie
En 1820, George Combe est parmi les fondateurs de la Phrenological Society of Edinburgh. En 1822, Charles Caldwell et J. C. Warren fondent la Central Phrenological Society de Philadelphie. Charles Caldwell publie en 1824 Elements of Phrenology à Lexington.

### En France
En France, la théorie de Gall est accueillie favorablement par les médecins de l'École de Paris qui recherchent une localisation lésionnelle organique à tout trouble nerveux. Elle connaît son âge d'or après la révolution de Juillet, sous Louis-Philippe, comme l'atteste la formation de la société phrénologique de Paris le 14 janvier 1831 par le médecin François Broussais. Mais, en dehors de la phrénologie médicale, elle reste un mouvement marginal : prisée dans certains milieux socialistes, notamment chez les fouriéristes, qui prônent un athéisme matérialiste, c'est selon eux une science démocratique qui ne se satisfait pas du déterminisme naturel, aussi n'est-elle pas mise en avant par les milieux politiques conservateurs ; se voulant généraliste, elle se heurte à l'éclectisme philosophique de Victor Cousin ; enfin les théories localisationnistes de Gall sont contestées par le physiologiste Pierre Flourens qui dans son Examen de la phrénologie en 1842, critique méthodiquement cette doctrine ; en déclin dans les années 1840, le mouvement phrénologique français commence à frayer avec le spiritualisme, le magnétisme animal et la métaphysique. Disqualifié, il disparaît à la Révolution de 1848.

## De la phrénologie à lathéorie du criminel-né
Dans cette époque où la systématique est reine, et dans le mouvement de la phrénologie, Cesare Lombroso (1835-1909) cherche à trouver une association statistique entre le faciès et les mœurs, en particulier lorsqu'elles sont douteuses . Dans L'Homme criminel, criminel-né – fou moral – épileptique (1876, cinq éditions successives jusqu'en 1897), il évoque les formes « primitives » censées caractériser le vagabondage et la criminalité.
Les théories de Gall comme de Lombroso furent assez rapidement abandonnées, mais les techniques de mesure du corps humain (anthropométrie) en matière de médecine légale se développèrent dans un but d'identification.
Une grande partie des collections de Gall est la propriété de la Société nationale de médecine de Lyon, et est exposée au musée Testut-Latarjet d'anatomie de Lyon.

## L'héritage de la phrénologie
L'élève de Gall, le phrénologue mouleur Pierre Marie Alexandre Dumoutier, conçut en 1836 le musée de la Société phrénologique de Paris dont la collection de moulages sera intégrée dans le Muséum National d'Histoire Naturelle.
Paul Broca (1824-1880) reprit à son compte la théorie des localisations fonctionnelles, notamment en étudiant l'aphasie éponyme dans des contextes traumatiques.
Même si la phrénologie est une erreur dans son ensemble, Gall apporta néanmoins une contribution de premier ordre à la physiologie nerveuse. Cela illustre d'ailleurs la réalité de la science, qui tâtonne par hypothèses, lesquelles peuvent à tout moment être affirmées ou infirmées, selon le principe cher à Popper. Par exemple, les travaux d'électrophysiologie du canadien Wilder Penfield ont permis d'identifier une correspondance entre la distribution des neurones du cortex moteur et l'organisation anatomique des muscles (le fameux homonculus de Penfield). Aujourd'hui, les techniques d'imagerie par résonance magnétique nucléaire (IRM fonctionnelle) continuent d'affiner la cartographie du cortex : le cerveau est constitué de zones fonctionnelles (centres de la parole, de la vue, etc.).
La phrénologie a eu de grandes répercussions sur les personnages du romantisme et particulièrement sur les longues descriptions balzaciennes où l'on retrouve les traits de caractère associé à leurs traits phrénologiques.
Il faut également retenir de la phrénologie qu'elle ouvrit la voie à la psychiatrie moderne, en ancrant l'esprit dans le corps. La mémoire populaire en a également conservé la trace avec des expressions comme « avoir la bosse des maths » ou « la bosse du commerce ».